# Cư xá đại học quốc tế Paris
Cư xá đại học quốc tế Paris (tiếng Pháp: Cité internationale universitaire de Paris) là khu cư xá đại học lớn nhất của thành phố Paris. Nằm tại quận 14, dọc theo đại lộ Jourdan, giữa hai cửa ô Gentilly và Orléans, đây là một quần thể gồm rất nhiều tòa nhà và các thư viện, căng tin, nhà hát, các khu thể thao... Các tòa nhà, một phần thuộc quản lý của chính khu cư xá, một phần khác do các cá nhân, tổ chức ủng hộ và được quản lý bởi các tổ chức đó hoặc có thể cả các chính phủ nước ngoài. Nhiều tòa nhà ở đây được mang tên các quốc gia.

## Lịch sử
Vào năm 1920 trong bối cảnh hòa bình giữa hai cuộc thế chiến, một dự án xây dựng khu cư xá được khởi xướng bởi André Honnorat, bộ trưởng Bộ đào tạo Pháp. André Honnorat đã nhận được sự ủng hộ của Émile Deutsch de la Meurthe, một Mạnh Thường Quân, nhà công nghiệp vùng Grand Est. Tòa nhà đầu tiên được mở cửa vào ngày 6 tháng 6 năm 1925, ngày nay mang tên Fondation Deutsch de la Meurthe để được niệm nhà tài trợ này. Tòa nhà này cũng đã được đăng ký vào danh sách công trình lịch sử từ năm 1998.
Tiếp tục sau đó, nhiều tòa nhà khác nhanh chóng hoàn thành với sự giúp đỡ tài chính của các nhà tài trợ, nhà công nghiệp và các chính phủ nước ngoài. Cho tới trước Thế chiến thứ hai thì khu cư xá này đã có tổng cộng 19 tòa nhà. Nằm giữa là Maison Internationale, tức Tòa nhà quốc tế, công trình được xây dựng nhờ nhà hảo tâm John Rockefeller Jr. Nhà thơ Edmond Haraucourt cũng tặng lại một cư xá trên đảo Bréhat, vùng Bretagne, nơi các sinh viên có thể tới trong các kỳ nghỉ.
Sau chiến tranh, công việc xây dựng lại tiếp tục. Từ 1948 tới 1969, mười bảy tòa nhà khác lần lượt mở cửa. Đầu thế kỷ 21, hai tòa nhà khác nữa hoàn thành nằm ngoài hẳn bức tường của khu cư xá, thuộc quận 19 của thành phố. Gần đây nhất, cư xá Quai de la Loire được khánh thành năm 2007.

## Cư xá sinh viên

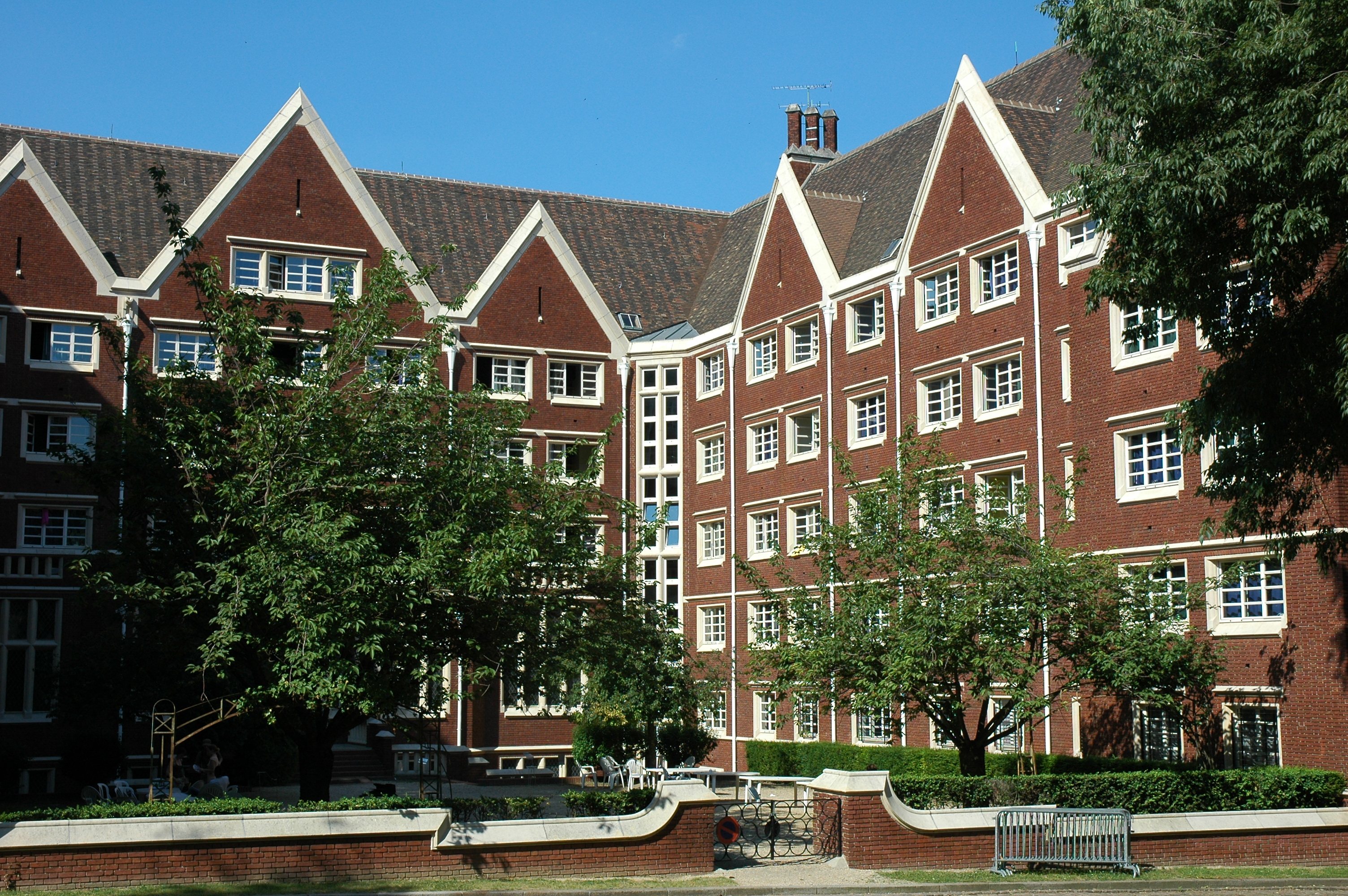
Maison de la Grande Bretagne

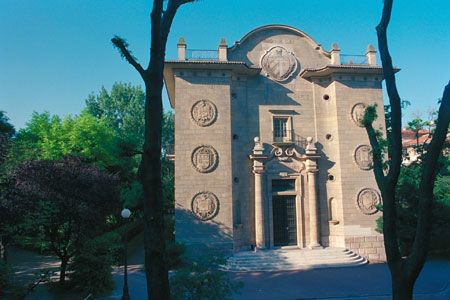
Fondation Rosa Abreu De Grancher - Tòa nhà Cuba

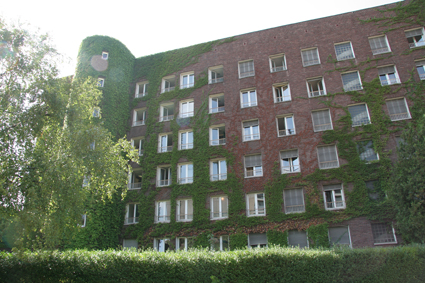
Maison de Norvège - Tòa nhà Na Uy

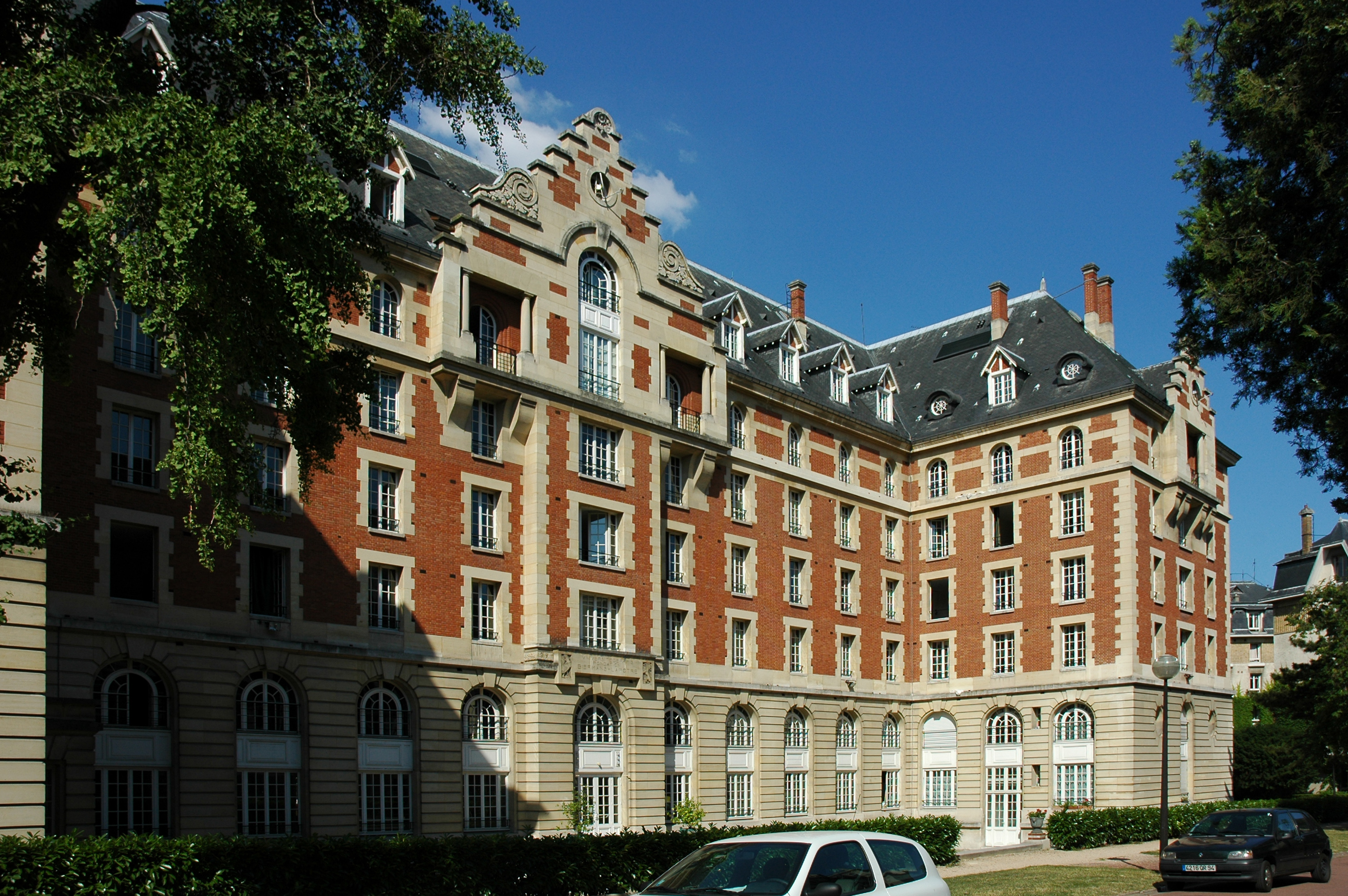
Fondation Biermans-Lapôtre

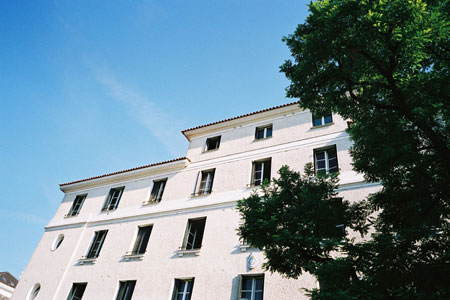
Fondation Argentine

Gồm 40 tòa nhà, với tổng cộng 5600 chỗ, Cư xá đại học quốc tế Paris ngày nay là nơi đón tiếp sinh viên nước ngoài quan trọng nhất của vùng Île-de-France. Trung thành với tinh thần trao đổi, đây là nơi gặp gỡ của sinh viên toàn thế giới. Vào năm 2006, các sinh viên với 132 quốc tịch khác nhau đã tới cư ngụ ở đây. Trong 80 năm, Cư xá đại học quốc tế Paris de Paris đã đón tiếp khoảng 200 ngàn sinh viên. Nhiều sinh viên Việt Nam cũng trọ tại đây.
Trong một trong gian rộng, nhiều cây xanh, 40 tòa nhà được xây dựng nằm rải rác. Những tòa nhà mang tên các quốc gia thường được xây dựng theo phong cách kiến trúc của quốc gia đó. Trong năm năm từ khoảng 2002 tới 2007, hai phần ba các tòa nhà đã được sửa chữa lại. Các phòng ở Cư xá đại học quốc tế Paris, cũng như các cư xá sinh viên khác, hầu hết là phòng đơn với diện tích khoảng 12 tới 16 m² và thường bếp nhà tắm, nhà vệ sinh ở ngoài hành lang.
Không chỉ là một cư xá đơn thuần, Cư xá đại học quốc tế Paris còn là nơi gặp gỡ và giao lưu của sinh viên toàn thành phố với các nhà hát, thư viện, công viên, phòng triển lãm, căng tin... cùng nhiều hoạt động văn hóa, biểu diễn.

## Một số sinh viên nổi tiếng
Đã từng có rất nhiều người nổi tiếng từng sống tại Cư xá đại học quốc tế Paris trong thời gian sinh viên. Có thể kể tới một vài người:
- Adrienne Clarkson - Toàn quyền Canada 1999-2005
- Jean-Paul Sartre - Giải Nobel văn chương 1964
- Raymond Barre - Thủ tướng Pháp 1976-1981
- Habib Bourguiba - Tổng thống Tunisia 1957-1987
- Georges Charpak - Giải Nobel vật lý 1992
- Abdou Diouf - Tổng thống thứ hai của Sénégal 1981-2000
- Roméo LeBlanc - Toàn quyền Canada 1995-1999
- Jules Léger - Toàn quyền Canada 1974-1979
- Severo Ochoa - Giải Nobel y học 1959
- Farah Pahlavi - Hoàng hậu cuối cùng của Iran
- Rajendra Prasad - Tổng thống đầu tiên của Ấn Độ 1950-1962
- Pierre Elliott Trudeau - Thủ tướng Canada hai nhiệm kỳ 1968-1979 và 1980-1984

## Danh sách các tòa nhà
- Abreu De Grancher
- Argentine
- Arménie
- Arts et Métiers
- Asie du Sud-Est
- Avicenne
- Biermans-Lapôtre
- Bréhat
- Brésil
- Cambodge
- Canada
- CICS
- Danemark
- Deutsch de la Meurthe
- Espagne
- Etats-Unis
- Franco-Britannique
- Heinrich Heine
- Hellénique
- Honnorat
- Inde

Plan

- Industries agricoles et alimentaires
- Institut National Agronomique
- Italie
- Japon
- Liban
- Lila
- Lucien Paye
- Maison internationale
- Maroc
- Mexique
- Monaco
- Néerlandais
- Norvège
- Portugal
- Provinces de France
- Quai de la Loire
- Robert Garric
- Suède
- Suisse
- Tunisie
- Victor Lyon